# Fresnel-Integral
Als Fresnel-Integrale werden in der Mathematik, insbesondere im Teilgebiet der Analysis, zwei uneigentliche Integrale
bezeichnet, die nach dem Physiker Augustin Jean Fresnel benannt sind.

## Definition
Die beiden Integrale
{\displaystyle \int _{-\infty }^{\infty }\cos(t^{2})\,\mathrm {d} t=\int _{-\infty }^{\infty }\sin(t^{2})\,\mathrm {d} t={\tfrac {1}{2}}{\sqrt {2\pi }}}
heißen Fresnel-Integrale. Sie ergeben sich aus dem gaußschen Fehlerintegral unter Benutzung des cauchyschen Integralsatzes.

## Geschichte
Fresnel beschäftigte sich um 1819 mit diesen Integralen. Euler betrachtete schon 1781 die allgemeineren Integrale
{\displaystyle \int _{-\infty }^{\infty }e^{(a^{2}-1)t^{2}}\cos(2at^{2})\,\mathrm {d} t={\frac {\sqrt {\pi }}{1+a^{2}}},\qquad -1\leq a\leq 1}
und
{\displaystyle \int _{-\infty }^{\infty }e^{(a^{2}-1)t^{2}}\sin(2at^{2})\,\mathrm {d} t={\frac {a\,{\sqrt {\pi }}}{1+a^{2}}},\qquad -1\leq a\leq 1.}

## Fresnel-Integrale in der Quantenmechanik
Sie spielen eine wichtige Rolle in der Quantenmechanik. Der Ansatz, die Quantenmechanik aus Pfadintegralen herzuleiten, basiert auf Integralen der Form:
{\displaystyle {\mathcal {F}}^{(j)}\equiv {\mathcal {N}}\int _{-\infty }^{\infty }\ \mathrm {e} ^{i\alpha \xi ^{2}}\xi ^{j}\mathrm {d} \xi \,.}
Eine praktische Formulierung der Normierungskonstante {\displaystyle {\mathcal {N}}} ist
{\displaystyle {\mathcal {N}}\equiv {\sqrt {\frac {\alpha }{i\pi }}}},
{\displaystyle j} ist eine ganze natürliche Zahl. Für {\displaystyle j=0} ist das Integral
{\displaystyle {\mathcal {F}}\equiv {\mathcal {F}}^{(0)}\equiv {\mathcal {N}}\int _{-\infty }^{\infty }\ \mathrm {e} ^{i\alpha \xi ^{2}}\mathrm {d} \xi }
und heißt dann Fresnel-Integral. Integrale dieser Form tauchen in der aus den feynmanschen Pfadintegralen hergeleiteten Schrödingergleichung auf.
Aus dem Fresnel-Integral ergibt sich eine komplexe Zahl, deren Real- und Imaginärteile bestimmt sind durch
{\displaystyle \int _{-\infty }^{\infty }\cos(\alpha \xi ^{2})\,\mathrm {d} \xi ={\sqrt {\frac {\pi }{2\left|\alpha \right|}}}} und
{\displaystyle \int _{-\infty }^{\infty }\sin(\alpha \xi ^{2})\,\mathrm {d} \xi ={\sqrt {\frac {\pi }{2\left|\alpha \right|}}}\cdot \operatorname {sign} (\alpha )\,.}
Beide Integrale konvergieren. Das Cosinus-Integral ist aufgrund der Symmetrie des Cosinus invariant gegenüber einem Vorzeichenwechsel von {\displaystyle \alpha }, der antisymmetrische Sinus wechselt das Vorzeichen. Aus der Addition ergibt sich mit {\displaystyle {\sqrt {i}}=e^{i{\frac {\pi }{4}}}} und {\displaystyle -1=e^{i\pi }} und einer Fallunterscheidung für die Signumfunktion als Lösung des Fresnel-Integrals
{\displaystyle {\mathcal {F}}\equiv {\mathcal {F}}^{(0)}\equiv {\mathcal {N}}\int _{-\infty }^{\infty }\ \mathrm {e} ^{i\alpha \xi ^{2}}\mathrm {d} \xi ={\sqrt {\frac {\alpha }{i\pi }}}\cdot {\sqrt {\frac {i\pi }{\alpha }}}=1\,.}
Hieraus erklärt sich auch die Normierungskonstante, die genau das Inverse der Integrallösung sein muss, damit der Gesamtausdruck 1 ist. In der Quantenmechanik wählt man dies aus pragmatischen Gründen und aus der Idee heraus, dass eine Wellenfunktion einer Aufenthaltswahrscheinlichkeit entspricht; also muss das Integral über diese Funktion 1 sein, da sich das beschriebene Teilchen schließlich irgendwo befindet.